# Zapteryx xyster
Zapteryx xyster е вид акула от семейство Rhinobatidae.

## Разпространение и местообитание
Този вид е разпространен в Гватемала, Колумбия, Коста Рика, Мексико, Никарагуа, Панама и Салвадор.
Среща се на дълбочина от 59 до 73 m, при температура на водата около 16,8 °C и соленост 34,9 ‰.